# Kubok SSSR
La Coppa dell'URSS (in russo Кубок СССР, Kubok SSSR, letteralmente Coppa dell'URSS), è stata la coppa calcistica dell'Unione Sovietica. 
Si tenne dal 1936 al 1992 ed era organizzata dalla federazione calcistica sovietica. L'edizione 1991-1992, l'ultima del torneo, era nota come Coppa dell'URSS-CSI (in russo Kубок СССР—СНГ, Kubok SSSR-SNG). 

## Albo d'oro
| Anno      | Vincitore        | Risultato                           | Finalista                |
| --------- | ---------------- | ----------------------------------- | ------------------------ |
| 1936      | Lokomotiv Mosca  | 2 - 0                               | Dinamo Tbilisi           |
| 1937      | Dinamo Mosca     | 5 - 2                               | Dinamo Tbilisi           |
| 1938      | Spartak Mosca    | 3 - 2                               | Elektrik Leningrado      |
| 1939      | Spartak Mosca    | 3 - 1                               | Stalinec Leningrado      |
| 1944      | Zenit Leningrado | 2 - 1                               | CDKA Mosca               |
| 1945      | CDKA Mosca       | 2 - 1                               | Dinamo Mosca             |
| 1946      | Spartak Mosca    | 3 - 2                               | Dinamo Tbilisi           |
| 1947      | Spartak Mosca    | 2 - 0                               | Torpedo Mosca            |
| 1948      | CDKA Mosca       | 3 - 0                               | Spartak Mosca            |
| 1949      | Torpedo Mosca    | 2 - 1                               | Dinamo Mosca             |
| 1950      | Spartak Mosca    | 3 - 0                               | Dinamo Mosca             |
| 1951      | CDSA Mosca       | 2 - 1 2 - 1 (ripetizione)           | Kalinin                  |
| 1952      | Torpedo Mosca    | 1 - 0                               | Spartak Mosca            |
| 1953      | Dinamo Mosca     | 1 - 0                               | Zenit Kujbyšev           |
| 1954      | Dinamo Kiev      | 2 - 1                               | Spartak Erevan           |
| 1955      | CDSA Mosca       | 2 - 1                               | Dinamo Mosca             |
| 1957      | Lokomotiv Mosca  | 1 - 0                               | Spartak Mosca            |
| 1958      | Spartak Mosca    | 1 - 0                               | Torpedo Mosca            |
| 1959-1960 | Torpedo Mosca    | 4 - 3                               | Dinamo Tbilisi           |
| 1961      | Šachtyor Stalino | 3 - 1                               | Torpedo Mosca            |
| 1962      | Šachtyor Stalino | 2 - 0                               | Znamja Truda             |
| 1963      | Spartak Mosca    | 2 - 0                               | Šachtar                  |
| 1964      | Dinamo Kiev      | 1 - 0                               | Kryl'ja Sovetov Kujbyšev |
| 1965      | Spartak Mosca    | 0 - 0 2 - 1 (ripetizione)           | Dinamo Minsk             |
| 1965-1966 | Dinamo Kiev      | 2 - 0                               | Torpedo Mosca            |
| 1966-1967 | Dinamo Mosca     | 3 - 0                               | CSKA Mosca               |
| 1967-1968 | Torpedo Mosca    | 1 - 0                               | Paxtakor                 |
| 1969      | Karpaty          | 2 - 1                               | SKA Rostov               |
| 1970      | Dinamo Mosca     | 2 - 1                               | Dinamo Tbilisi           |
| 1971      | Spartak Mosca    | 2 - 2 1 - 0 (ripetizione)           | SKA Rostov               |
| 1972      | Torpedo Mosca    | 0 - 0 1 - 1 (5-1 dcr) (ripetizione) | Spartak Mosca            |
| 1973      | Ararat           | 2 - 1                               | Dinamo Kiev              |
| 1974      | Dinamo Kiev      | 3 - 0                               | Zorja                    |
| 1975      | Ararat           | 2 - 1                               | Zorja                    |
| 1976      | Dinamo Tbilisi   | 3 - 0                               | Ararat                   |
| 1977      | Dinamo Mosca     | 1 - 0                               | Torpedo Mosca            |
| 1978      | Dinamo Kiev      | 2 - 1                               | Šachtar                  |
| 1979      | Dinamo Tbilisi   | 0 - 0 (dts) (5-4 dcr)               | Dinamo Mosca             |
| 1980      | Šachtar          | 2 - 1                               | Dinamo Tbilisi           |
| 1981      | SKA Rostov       | 1 - 0                               | Spartak Mosca            |
| 1982      | Dinamo Kiev      | 1 - 0                               | Torpedo Mosca            |
| 1983      | Šachtar          | 1 - 0                               | Metalist                 |
| 1984      | Dinamo Mosca     | 2 - 0                               | Zenit Leningrado         |
| 1984-1985 | Dinamo Kiev      | 1 - 0                               | Šachtar                  |
| 1985-1986 | Torpedo Mosca    | 1 - 0                               | Šachtar                  |
| 1986-1987 | Dinamo Kiev      | 3 - 3 (dts) (4-2 dcr)               | Dinamo Minsk             |
| 1987-1988 | Metalist         | 2 - 0                               | Torpedo Mosca            |
| 1988-1989 | Dnepr            | 1 - 0                               | Torpedo Mosca            |
| 1989-1990 | Dinamo Kiev      | 6 - 1                               | Lokomotiv Mosca          |
| 1990-1991 | CSKA Mosca       | 3 - 2                               | Torpedo Mosca            |
| 1991-1992 | Spartak Mosca    | 2 - 0                               | CSKA Mosca               |

## Statistiche

### Per squadra
| Squadra                 | Vittorie | Finali | Anni dei titoli                                            |
| ----------------------- | -------- | ------ | ---------------------------------------------------------- |
| Spartak Mosca           | 10       | 5      | 1938, 1939, 1946, 1947, 1950, 1958, 1963, 1965, 1971, 1992 |
| Dinamo Kiev             | 9        | 1      | 1954, 1964, 1966, 1974, 1978, 1982, 1985, 1987, 1990       |
| Torpedo Mosca           | 6        | 9      | 1949, 1952, 1960, 1968, 1972, 1986                         |
| Dinamo Mosca            | 6        | 5      | 1937, 1953, 1967, 1970, 1977, 1984                         |
| CSKA Mosca              | 5        | 3      | 1945, 1948, 1951, 1955, 1991                               |
| Šachtar                 | 4        | 4      | 1961, 1962, 1980, 1983                                     |
| Dinamo Tbilisi          | 2        | 6      | 1976, 1979                                                 |
| Ararat Yerevan          | 2        | 2      | 1973, 1975                                                 |
| Lokomotiv Mosca         | 2        | 1      | 1936, 1957                                                 |
| Zenit Leningrado        | 1        | 2      | 1944                                                       |
| SKA Rostov-sul-Don      | 1        | 2      | 1981                                                       |
| Metalist Charkiv        | 1        | 1      | 1988                                                       |
| Karpaty L'viv           | 1        |        | 1969                                                       |
| Dnepr Dnipropetrovsk    | 1        |        | 1989                                                       |
| Krylya Sovetov Kujbyšev |          | 2      |                                                            |
| Dinamo Minsk            |          | 2      |                                                            |
| Zorja Vorošilovgrad     |          | 2      |                                                            |
| Elektrosila Leningrado  |          | 1      |                                                            |
| Kalinin                 |          | 1      |                                                            |
| Znamja Truda            |          | 1      |                                                            |
| Pakhtakor Tashkent      |          | 1      |                                                            |

### Per repubblica sovietica
| Repubblica     | Vincitori | Finalisti | Squadre vincitrici |
| -------------- | --------- | --------- | --- |
| RSFS Russa     | 31        | 32        | Spartak Mosca (10), Dinamo Mosca (6), Torpedo Mosca (6), CSKA Mosca (5), Lokomotiv Mosca (2), Zenit Leningrado (1), SKA Rostov-sul-Don (1) |
| RSS Ucraina    | 16        | 8         | Dinamo Kiev (9), Šachtar (4), Metalist Charkiv (1), Karpaty L'viv (1), Dnepr Dnipropetrovsk (1)                                            |
| RSS Georgiana  | 2         | 6         | Dinamo Tbilisi (2) |
| RSS Armena     | 2         | 2         | Ararat Erevan (2) |
| RSS Bielorussa |           | 2         | |
| RSS Uzbeka     |           | 1         | |

### Coppe sorte dalla dissoluzione dell'URSS
- Coppa d'Armenia
- Coppa d'Azerbaigian
- Coppa di Bielorussia
- Coppa di Estonia
- Coppa di Georgia

- Coppa del Kazakistan
- Coppa di Lettonia
- Coppa di Lituania
- Coppa di Moldavia

- Coppa di Russia
- Coppa del Tagikistan
- Coppa del Turkmenistan
- Coppa d'Ucraina